# Duga (radar)
Il Duga (in cirillico: Дуга́, nome in codice NATO: Steel Work) è stato un radar di pre-allarme sovietico, con capacità over-the-horizon, entrato in servizio presumibilmente nel 1976, anno in cui emittenti radio e radioamatori in tutto il mondo cominciarono a ricevere un caratteristico ticchettio con frequenza di 10 Hz. Tale segnale radio a onde corte, soprannominato Russian Woodpecker (Picchio russo), venne rilevato fino al 1989, anno in cui il Duga venne disattivato.
Progettato per segnalare il lancio di missili balistici intercontinentali dall'Occidente, fu in grado di rilevare il lancio di numerose missioni spaziali partite dal cosmodromo di Bajkonur, posto a una distanza di circa 2.500 km. Il Duga venne realizzato in due esemplari: il Duga-1 localizzato nei pressi di Cernobyl, nell'attuale Ucraina, e il Duga-2 a Komsomolsk sull'Amur, nell'odierna Federazione Russa.
Accreditato di un'altezza pari a 150 metri e una lunghezza pari a 700 metri, è tra le più grandi antenne mai costruite.
La struttura, nel complesso, è costata circa 7 miliardi di rubli sovietici, il doppio della centrale nucleare di Černobyl'.

## Sviluppo
A causa del raggio limitato dei primi radar e della quasi totale mancanza di satelliti in grado di rilevare il lancio di armi a grande distanza, a partire dai primi anni sessanta i vertici militari e politici in Unione Sovietica decisero di investire ingenti somme nello sviluppo di un sistema radar a lungo raggio che fosse in grado di individuare un possibile lancio di missili balistici a grande distanza, pensato per poter sventare un possibile attacco da parte statunitense ancora nella fase iniziale. Di conseguenza fu avviato lo sviluppo del primo sistema Duga, anche detto Duga-1, nei pressi di Mykolaïv, in Ucraina. Successivamente, nello stesso sito, fu costruito il Duga-2, capace di rilevare l'inizio di un lancio di testate a più di 2500 km di distanza. Nonostante in questa prima fase l'unico impianto costruito non fosse in grado di coprire il vasto territorio dell'Unione Sovietica, il sistema aveva dimostrato la propria validità dando luogo allo sviluppo di una versione migliorata, il Duga-3, che fu resa operativa a scala nazionale. Rispetto ai suoi due predecessori, il Duga-3 era caratterizzato da una schiera di trasmettitori e una di ricevitori situate reciprocamente a una distanza di 60 km, che avevano l'effetto di migliorare le prestazioni del sistema.

## Identificazione del segnale
Già a partire dai primi impieghi di questo sistema, triangolazioni del segnale effettuate in Europa rilevarono che il segnale proveniva dall'odierna Ucraina. Nonostante non potessero essere localizzate con precisione, si ritenne che le antenne emittenti si trovassero in una zona compresa tra Kiev (Ucraina) e Minsk (Bielorussia). L'esatta posizione di queste installazioni radio era, all'epoca della guerra fredda, ignota in occidente, che soprannominò l'installazione radio nei pressi di Prip"jat' "Steel Yard" (acciaieria), così come ignota era la funzione di tale sistema, mentre pare che altre ipotesi, quali quella di un impianto per le comunicazioni a lungo raggio o un sistema per disturbare i segnali radio della NATO, fossero state già scartate all'epoca come poco probabili. Ciò nonostante il misterioso segnale fu causa di diverse congetture fantasiose che portarono a ipotizzare che si potesse trattare di un impianto capace di interferire con fenomeni meteorologici o addirittura con la psiche umana.
Non appena furono disponibili ulteriori informazioni riguardo allo scopo di questi misteriosi impianti, fu confermata l'ipotesi più accreditata secondo la quale si trattava di un sistema radar. Successive analisi più approfondite del segnale rilevarono che questo aveva una struttura facilmente riconoscibile, permettendone la sua identificazione in maniera certa.